# Schwarzach (biflöde till Naab)
Schwarzach (tyska) eller Nemanický potok (tjeckiska) är ett vattendrag i västra Tjeckien och södra Tyskland.